# Taekwondo-Europameisterschaften 1996
Die Taekwondo-Europameisterschaften 1996 fanden vom 26. bis 27. Oktober 1996 in Helsinki, Finnland, statt. Veranstaltet wurden die Titelkämpfe von der European Taekwondo Union (ETU). Insgesamt fanden 16 Wettbewerbe statt, jeweils acht bei Frauen und Männern in unterschiedlichen Gewichtsklassen.
Erfolgreichste Nation war Spanien mit sechsmal Gold, einmal Silber sowie dreimal Bronze. Damit gewann Spanien gleichzeitig die meisten Medaillen. Auf den nachfolgenden Rängen platzierten sich die Niederlande und Schweden, beide unter anderem mit jeweils zwei Goldmedaillen. Deutschland  war die vierterfolgreichste Nation mit zweimal Gold, einmal Silber und dreimal Bronze. Fadime Helvacioglu und Aziz Acharki wurden Europameister, Bettina Hipf verlor ihren Finalkampf und holte Silber. Bronze gewannen Sonja Schiedt, Sabine Collin und Marcus Nitschke.

## Medaillengewinner

### Frauen
| Gewichtsklasse | Gold               | Silber                   | Bronze                 |
| -------------- | ------------------ | ------------------------ | ---------------------- |
| - 43 kg        | Cristina Atzeni    | Amelia Calabria          | Pailina Pastene        |
| - 43 kg        | Cristina Atzeni    | Amelia Calabria          | Valeriya Sombkova      |
| - 47 kg        | Fadime Helvacioglu | Wenera Sanatulowa        | Anna Jönsson           |
| - 47 kg        | Fadime Helvacioglu | Wenera Sanatulowa        | Kadriye Selimoğlu      |
| - 51 kg        | Gill Aringaneng    | Aylin Yazıcı             | Nina Pikkarainen       |
| - 51 kg        | Gill Aringaneng    | Aylin Yazıcı             | Marijeta Željković     |
| - 55 kg        | Eva Wallner        | Tanja Grubor             | Laura Salonen          |
| - 55 kg        | Eva Wallner        | Tanja Grubor             | Elisonda Tobau         |
| - 60 kg        | Luisa Vecina       | Jo-Anne Nash             | Miet Filipović         |
| - 60 kg        | Luisa Vecina       | Jo-Anne Nash             | Agnieszka Skaradzińska |
| - 65 kg        | Elena Benítez      | Mirjam Müskens           | Sonja Schiedt          |
| - 65 kg        | Elena Benítez      | Mirjam Müskens           | Kirsimarja Koskinen    |
| - 70 kg        | Irene Arevalu      | Margarita van der Hoeven | Sabine Collin          |
| - 70 kg        | Irene Arevalu      | Margarita van der Hoeven | Hatice Metin           |
| + 70 kg        | Natalja Iwanowa    | Bettina Hipf             | Dubravka Boškov        |
| + 70 kg        | Natalja Iwanowa    | Bettina Hipf             | Abbe Kıvrık            |

### Männer
| Gewichtsklasse | Gold            | Silber           | Bronze                     |
| -------------- | --------------- | ---------------- | -------------------------- |
| - 50 kg        | Juan Sánchez    | Paul Green       | Carlos Chamorro            |
| - 50 kg        | Juan Sánchez    | Paul Green       | Wjatscheslaw Neschitschkin |
| - 54 kg        | José Blanca     | Harun Ateş       | Sven Kim                   |
| - 54 kg        | José Blanca     | Harun Ateş       | Ludovic Vo                 |
| - 58 kg        | Gabriel Esparza | Sedat Bekdemir   | Gianluca Attanasio         |
| - 58 kg        | Gabriel Esparza | Sedat Bekdemir   | Achmed Boumrah             |
| - 64 kg        | Jesper Røsen    | Ekrem Boyalı     | Mika Tarhanen              |
| - 64 kg        | Jesper Røsen    | Ekrem Boyalı     | Francisco Zas              |
| - 70 kg        | Aziz Acharki    | Youssef Lharraki | Hrvoje Bregeš              |
| - 70 kg        | Aziz Acharki    | Youssef Lharraki | Aitor Rodríguez            |
| - 76 kg        | Nico Davis      | Mario de Meo     | Alekper Imamaliev          |
| - 76 kg        | Nico Davis      | Mario de Meo     | Olcay Toprak               |
| - 83 kg        | Mikaël Meloul   | Ivan Brljevic    | Erol Bayrakçı              |
| - 83 kg        | Mikaël Meloul   | Ivan Brljevic    | Marcus Nitschke            |
| + 83 kg        | Alan Pinontoan  | Pascal Gentil    | Eurypodes Costa            |
| + 83 kg        | Alan Pinontoan  | Pascal Gentil    | Jan Glerup                 |

## Medaillenspiegel
| Platz  | Land                   | Gold | Silber | Bronze | Gesamt |
| ------ | ---------------------- | ---- | ------ | ------ | ------ |
| 1      | Spanien                | 6    | 1      | 3      | 10     |
| 2      | Niederlande            | 2    | 2      | −      | 4      |
| 3      | Schweden               | 2    | 1      | 4      | 7      |
| 4      | Deutschland            | 2    | 1      | 3      | 6      |
| 5      | Frankreich             | 1    | 1      | 2      | 4      |
| 5      | Russland               | 1    | 1      | 2      | 4      |
| 7      | Dänemark               | 1    | 1      | 1      | 3      |
| 7      | Italien                | 1    | 1      | 1      | 3      |
| 9      | Türkei                 | −    | 4      | 4      | 8      |
| 10     | Vereinigtes Königreich | −    | 2      | −      | 2      |
| 11     | BR Jugoslawien         | −    | 1      | 1      | 2      |
| 12     | Finnland               | −    | −      | 4      | 4      |
| 13     | Kroatien               | −    | −      | 3      | 3      |
| 14     | Aserbaidschan          | −    | −      | 1      | 1      |
| 14     | Belgien                | −    | −      | 1      | 1      |
| 14     | Polen                  | −    | −      | 1      | 1      |
| 14     | Portugal               | −    | −      | 1      | 1      |
| Gesamt | Gesamt                 | 16   | 16     | 32     | 64     |